# Gustav Šamšalović
Gustav Šamšalović (* 15. August 1878 in Valpovo, Slawonien, Österreich-Ungarn; † 29. Juni 1961 in Zagreb, Sozialistische Föderative Republik Jugoslawien) war ein jugoslawischer Germanist, Professor der deutschen Sprache und Rektor der Pädagogischen Hochschule Zagreb.
Gustav Šamšalović wurde als Sohn von Carl Šamšalović in Valpovo geboren. Er besuchte dort die Grundschule und danach das Gymnasium in Osijek. Im Wintersemester 1897/98 begann er in Zagreb sein Studium der Germanistik und klassischen Philologie. Im zweiten Semester wechselte er an die Universität Graz und beendete dort im Wintersemester 1901/02 sein Studium. Vier Jahre später, im Jahr 1906, promovierte er in Graz bei Anton Emanuel Schönbach über das Gedicht „Marien Himmelfahrt“ des Konrad von Heimesfurt. Davor war er bereits seit 1903 als Deutschlehrer an Gymnasien in Zagreb und Sušak tätig. Dort lehrte er bis 1913, als er an die Universität Zagreb ging und dort bis 1917 im Bereich der deutschen Sprache und Literatur tätig war. 1919 wurde ihm dort eine Position als Honorarprofessor angeboten, welche er, neben seiner Professur an der Pädagogischen Hochschule Zagreb, bis 1924 ausübte. An der Pädagogischen Hochschule Zagreb lehrte er bis zu seinem Ruhestand 1945 und übte ab 1943 zusätzlich das Amt des Rektors aus.
Seine Forschungsschwerpunkte waren die Linguistik, Etymologie des deutschen Wortschatzes, Komparatistik (vergleichende Literaturwissenschaft) und Lexikographie.
Er veröffentlichte mehrere Wörterbücher, Schulbücher für den Deutschunterricht in Kroatien, germanistische und kulturhistorische Abhandlungen und war an der kroatischen Enzyklopädie Hrvatska Enciklopedija (1941–1945), im Fachbereich der deutschen Literatur, beteiligt.
Zwischen 1941 und 1945 veröffentlichte er mehrere Aufsätze verschiedenen Zeitungen, darunter in dem publizistische Hauptorgan der faschistischen Ustascha-Regierung, Hrvatski Narod.